# 三裂飞蛾槭
三裂飞蛾槭（学名：Acer oblongum var. trilobum）为槭树科枫属下的一个变种。

## 扩展阅读
- 維基物種上的相關：三裂飞蛾槭